# Nordmarken (Læsø)
Nordmarken er et fredet område langs nordkysten af Læsø . Det er et område fra kysten og et par hundrede meter ind i baglandet 
fra Østerby Havn og 4 km vestover, i alt 51. hektar, der blev fredet i 1963. 
Landskabet oven for kysten er en stenslette, som er sparsomt bevokset med lyng- og revlingpuder samt forskellige laver, heriblandt flere sjældne arter. 
Stranden er ren strandsand mod vest, men bliver gradvist mere stenet mod øst. Landhævningen har skabt en 6-10 m høj eroderet kystskrænt, som rummer mange geologiske informationer. Ved Banstens Bakke finder man i selve strandfladen yoldialer fra den senglaciale periode. De mange sten i strandkanten er skyllet ud fra leret. I klinten ses sandlag, som oprindeligt er aflejret på havbunden, men som nu, med hjælp fra landhævningen og haverosionen, er blevet blottede. Desuden ses strandvoldsdannelser og flyvesand i klintprofilen.
Det fredede areal indgår i habitatområde og Natura 2000 -område nr. 10 Holtemmen, Højsande og Nordmarken.